# AN/ALQ-99

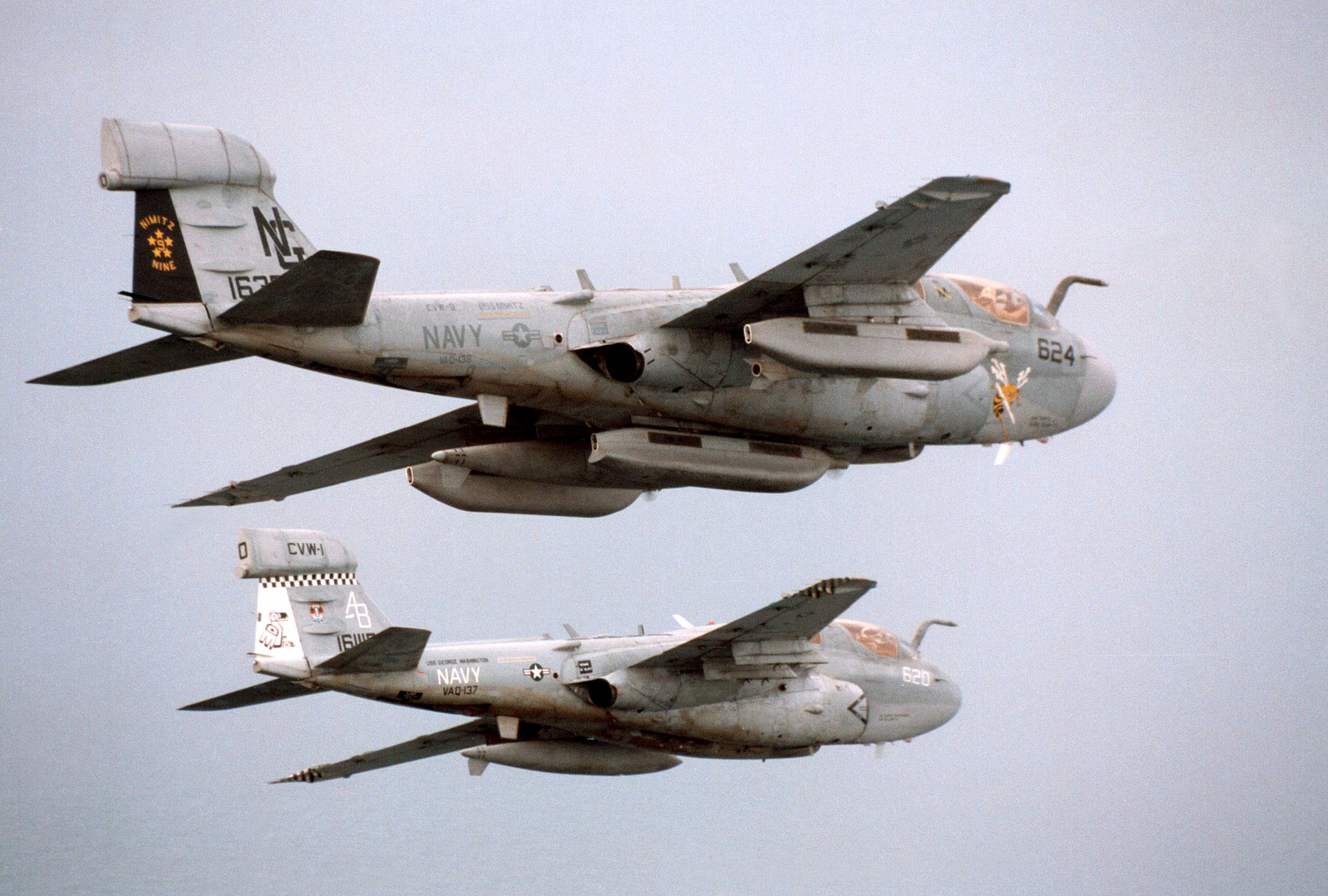
El sistema AN/ALQ-99 instalado en un EA-6B Prowler. El EA-6B en primer plano lleva 3 contenedores de interferencia bajo el ala para transmisión y un solo contenedor fijo en su cola para recepción.

El AN/ALQ-99 es un sistema de guerra electrónica aerotransportado, usado en los aviones Grumman EA-6B Prowler y Boeing EA-18G Growler.

## Descripción del sistema
El ALQ-99 es un sistema de interferencia integrado aerotransportado diseñado y fabricado por EDO Corporation. El equipo y antenas receptoras están montados en un contenedor en la punta de la cola mientras que los transmisores de interferencia y el equipo de excitación están localizados en contenedores bajo las alas. El sistema es capaz de interceptar, procesar automáticamente e interferir las señales de radio frecuencia recibidas. Los receptores del sistema también pueden ser usados para detectar, identificar y localizar aquellas señales, proporcionando Signals intelligence (SIGINT) (en castellano: Inteligencia de Señales) automática o manualmente.

## Plataformas

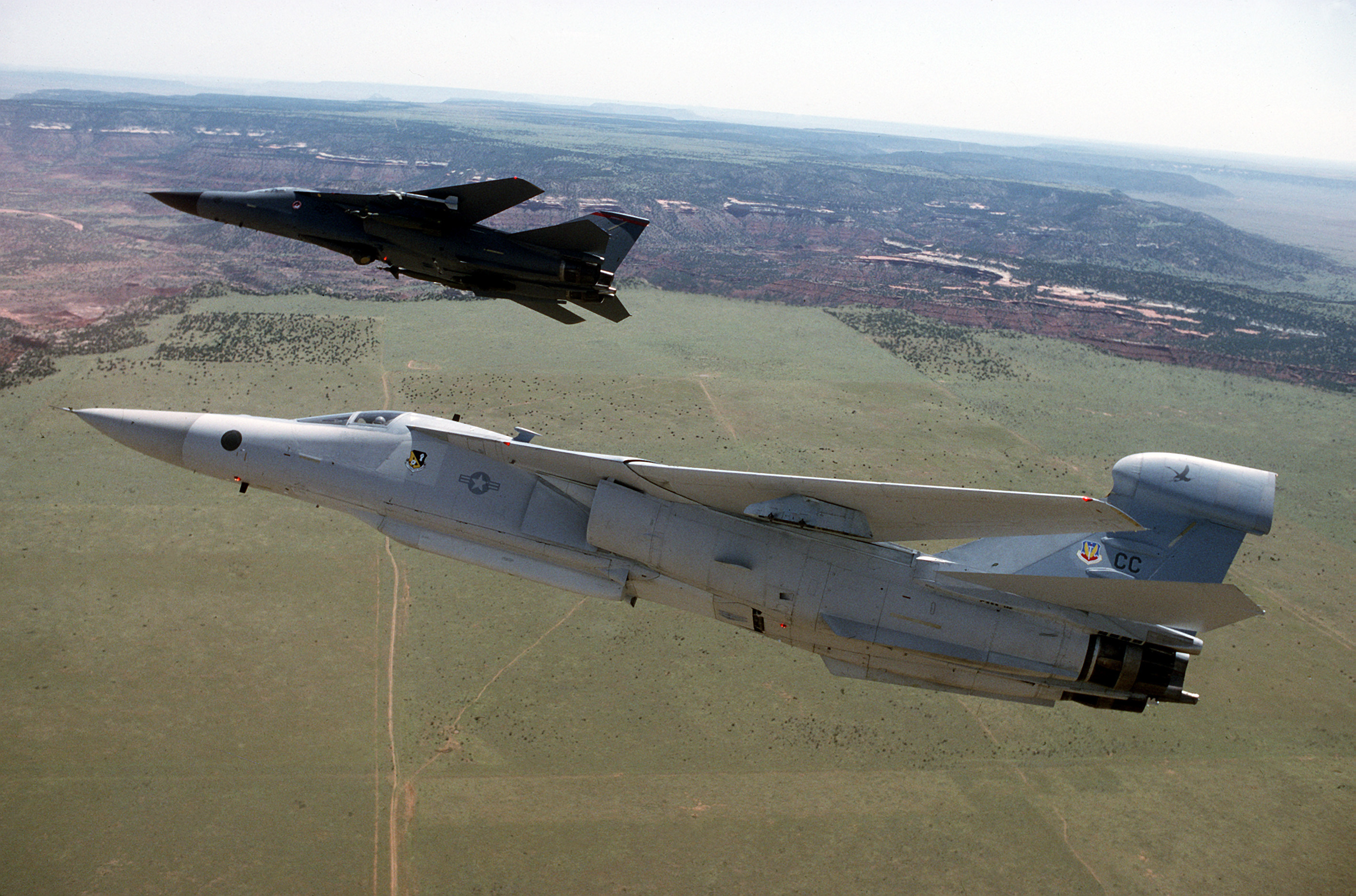
En primer plano un EF-111A Raven llevando un contenedor de cola fijo para recibir y otro contenedor fijo de transmisión integrado en la parte baja del fuselaje. Esto a diferencia del EA-6B que lleva contenedores de transmisión removibles bajo las alas.

El AN/ALQ-99 actualmente equipa a los aviones EA-6B Prowler y EA-18G Growler de la Armada de Estados Unidos y, en el caso de los EA-6B Prowler, al Cuerpo de Marines de los Estados Unidos.
Este sistema ha sido montado previamente en los aviones EF-111A Raven de la Fuerza Aérea de Estados Unidos. Este modelo de avión fue retirado del servicio en mayo de 1988.

## Versiones
- AN/ALQ-99E – versión montada en el avión EF-111A. Tiene un 70% de elementos comunes con los sistemas AN/ALQ-99 de la Armada de Estados Unidos.

Los EF-111A Ravens inicialmente estaban estacionados en la Base Aérea de Mountain Home, Idaho y usaban los F-111A Aardvarks modificados del escuadrón AGS Yellow.

## Desempeño
El AN/ALQ-99 tiene una potencia máxima de salida de 10,8 kW en sus versiones más viejas y de 6,8 kW en sus versiones más nuevas. Usa una turbina de aire de impacto para proporcionar la energía que requiere para funcionar.

## Historia

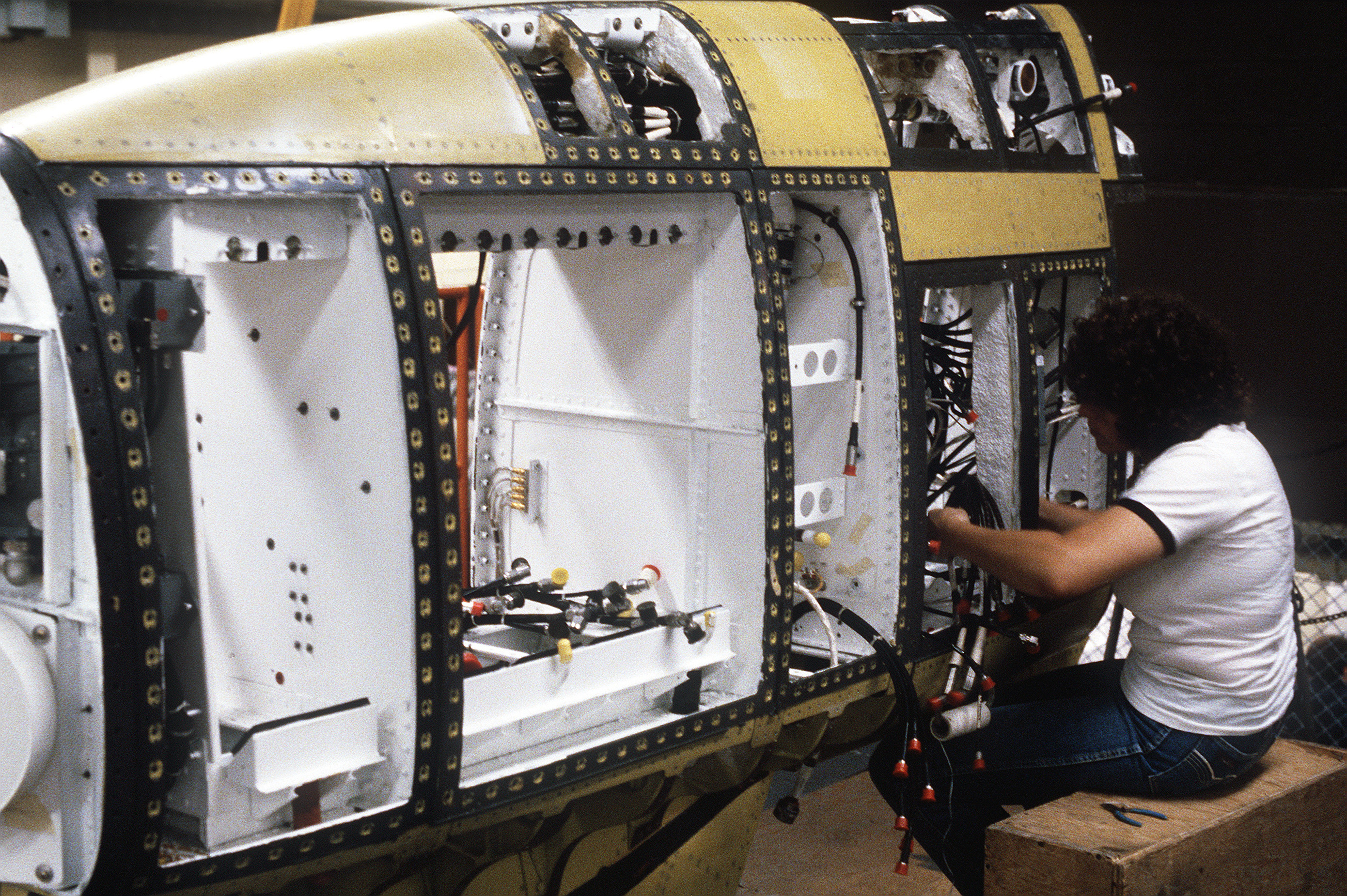
Detalle de la estructura interior de la punta de la cola que almacena el equipo del AN/ALQ-99, visto durante la conversión de un EF-111A.

El AN/ALQ-99 ha sido usado durante la Guerra de Vietnam (1972-1973), los ataques de Estados Unidos a Libia en 1986, 1991 Guerra del Golfo, Operación Vigilancia del Norte (1992–2003), Operación Vigilancia del Sur (1997–2003), Guerra de los Balcanes (1999) y 2003 Segunda Guerra del Golfo. En todos estos conflictos su desempeño ha sido considerado como muy bueno y en algunos casos crucial.

### Sistemas de Contramedidas Electrónicas relacionados
- AN/ALQ-128
- AN/ALQ-144